# Tyberiusz Klaudiusz Narcyz
Tyberiusz Klaudiusz Narcyz, Tiberius Claudius Narcissus (zm. 54 n.e) – wyzwoleniec, jeden z najbliższych współpracowników cesarza Klaudiusza. Odegrał główną rolę przy skazaniu i egzekucji jego żony Messaliny. Z kolejną żoną Klaudiusza, Agrypiną, był skonfliktowany i popadł w jej niełaskę. Gdy syn Agrypiny Neron został cesarzem, Tyberiusz Klaudiusz Narcyz stał się jedną z jej pierwszych ofiar.